# Liste der Monuments historiques in Aisey-sur-Seine
Die Liste der Monuments historiques in Aisey-sur-Seine führt die Monuments historiques in der französischen Gemeinde Aisey-sur-Seine auf.

## Liste der Immobilien
| Bezeichnung         | Beschreibung                                             | Standort                 | Kennzeichnung | Schutzstatus | Datum | Bild           |
| ------------------- | -------------------------------------------------------- | ------------------------ | ------------- | ------------ | ----- | -------------- |
| Château de Tavannes | Schloss, 1744 erbaut; mit Ehrenhof und Eingangspavillons | 11 Route de Dijon (Lage) | PA00112052    | Inscrit      | 1988  | weitere Bilder |